# Fondsparande i Sverige
Det svenska fondsparandet, det vill säga sparandet i aktiefonder (även kallat investeringsfonder) av olika slag, slog igenom med full kraft i Sverige på 1980-talet och är sedan dess en storindustri. 2015 uppgår de svenska fondernas totala tillgångar till över 3000 miljarder. För att förvalta alla dessa pengar tar bankerna bland annat ut förvaltningsavgifter, vilka uppskattats till 25-30 miljarder. Omkring 5,5 miljoner svenskar månadssparar i olika fonder, men även premiepension, tjänstepension och stora delar av det privata pensionssparandet placeras i fonder. Enligt Fondbolagens Förening har dessutom sex av tio svenska barn ett fondsparande. Det finns en mängd olika fonder att välja på för spararen, men en av de viktigaste distinktionerna är mellan så kallad aktiv och passiv förvaltning.

## Regleringen
Den svenska fondverksamheten finns reglerad främst i lag (2004:46) om värdepappersfonder. Lagstiftningen i Sverige bygger till största delen på EU:s UCITS-direktiv. Den 1 augusti 2011 kom en ny svensk lag för värdepappersfonder som bygger på EU-direktivet UCITS IV. Direktivet om förvaltare av alternativa investeringsfonder, AIFM-direktivet, infördes i svensk rätt i juli 2013 genom Lagen om förvaltare av alternativa investeringsfonder (2013:561). Dessa nya regler berör alla som förvaltar fonder i någon bemärkelse men som inte är värdepappersfonder. 
I lagstiftningen skiljs mellan värdepappersfonder samt alternativa investeringsfonder. Värdepappersfonder kan förenklat sägas motsvara vanliga aktiefonder/räntefonder, medan alternativa investeringsfonder har friare placeringsregler som exempelvis hedgefonder.
Fondverksamhet i Sverige styrs av lagar, Finansinspektionens föreskrifter och branschens egna riktlinjer. Det är ett omfattande regelverk som fondbolagen ska följa. Det är Finansinspektionen som ger tillstånd till svenska aktiebolag att driva fondverksamhet.
Det är skild ekonomi mellan fonden och fondbolaget. Detta åstadkommer man genom att samtliga fondens tillgångar förvaras hos ett annat bolag, ett så kallat förvaringsinstitut. Om ett fondbolag går i konkurs, vilket är mycket ovanligt, påverkas inte fondens värde eftersom fondens tillgångar inte ingår i fondbolagets konkurs utan även fortsättningsvis ägs av fondandelsägarna.
Själva fonden kan med andra ord inte gå i konkurs, utan den övertas i händelse av fondbolagets konkurs av en annan fondförvaltare. Om sådan saknas betalas fondens förmögenhet ut till andelsägarna. Detta skydd ersätter den så kallade insättningsgarantin som finns för andra sparformer. 

## Det svenska fondsparandets historia[6]
Det svenska fondsparandet har sina rötter i 1950-talet. 
1958 Bröderna Ragnar och Gösta Åhlén, arvtagare till postorderfirman Åhlén & Holm och varuhuskedjan Tempo, bildade stiftelsen Aktietjänst med syftet att främja aktiesparandet i Sverige. I maj 1958 startade stiftelsen tre fonder under namnet Koncentra. En av dessa var en så kallad öppen fond, vilket innebar att den var öppen för löpande insättningar och uttag och motsvarade dagens investeringsfonder. 
1964 lanserades en tjänst där man varje månad kunde få sig tillsänt en eller flera andelar mot postförskott. 
1967 introducerades ett så kallat månadskonto, där insättningar på jämna belopp mellan 50 och 500 kronor kunde göras för inköp av fondandelar.
1978 Dåvarande finansministern Gösta Bohman introducerade skattesparandet och skattefonder i syfte att stimulera hushållens sparande. Varje sparad krona var avdragsgill till 30 procent mot inkomstskatten (från början 20 procent). Dessutom var avkastningen skattefri under den tid man sparade samt ytterligare fem år. Mellan åren 1979 till 1982 ökade antalet fondsparare från 75 500 till 425 000.
1979 Fondbolagens förening grundas. De tillhandahåller månadsvis statistik om det totala fondsparandet hos medlemsföretagen.
1984 Allemansspar lanserades i april i vilket fonder var ett valalternativ, nämligen allemansfonder. Med allemanssparandet slog fonderna igenom på allvar bland svenska sparare och nya grupper började fondspara.
1991 Skatt infördes på avkastningen av allemanssparandet, men var fortfarande skattesubventionerat.
1997 Allemanssparandet miste sin skattesubvention helt.
1998 Lagen om allemanssparandet upphörde och allemansfonderna omfattades fortfarande av samma regler som gällde för andra fonder.
2000 Premiepensionssystemet infördes, som innebär att en mindre del av den allmänna pensionen kan placeras i fonder.
2012 Investeringssparkontot (ISK) införs, vilket innebär att en mindre schablonskatt tas ut årligen mot att placeringar i aktier och fonder inte i övrigt beskattas, dvs kapitalvinster och utdelningar på aktierna blev skattefria.